# Atletismo nos Jogos Pan-Americanos de 2019 - 200 m masculino
A competição dos 200 m rasos masculino foi um dos eventos do atletismo nos Jogos Pan-Americanos de 2019, em Lima, no Peru. A prova foi realizada entre os dias 8 e 9 de agosto.

## Calendário
Horário local (UTC-5).
| Data        | Horário | Fase      |
| ----------- | ------- | --------- |
| 8 de agosto | 16:00   | Semifinal |
| 9 de agosto | 16:30   | Final     |

## Medalhistas
| Ouro   | ECU Alex Quiñónez      |
| Prata  | TTO Jereem Richards    |
| Bronze | DOM Yancarlos Martínez |

## Recordes
Recordes mundial e pan-americano antes da disputa dos Jogos Pan-Americanos de 2019.
| Tipo                             | Atleta        | Tempo | Local   | Data                 |
| -------------------------------- | ------------- | ----- | ------- | -------------------- |
|                                  | Usain Bolt    | 19.19 | Berlim  | 20 de agosto de 2009 |
| Recorde dos Jogos Pan-Americanos | Rasheed Dwyer | 19.80 | Toronto | 23 de julho de 2015  |

## Resultados

### Semifinal
Qualificação: Os 2 primeiros em cada bateria (Q) e os 2 mais rápidos (q) se classificaram para a final. Os resultados foram os seguintes: 
Vento: Bateria 1: -0,1 m / s, Bateria 2: +0,4 m / s, Bateria 3: -0,9 m / s
| Colocação | Bateria | Atleta                   | Nacionalidade                | Tempo | Notas |
| --------- | ------- | ------------------------ | ---------------------------- | ----- | ----- |
| 1         | 1       | Alex Quiñónez            | ECU Equador                  | 20.41 | Q     |
| 2         | 1       | Yancarlos Martínez       | DOM República Dominicana     | 20.45 | Q,    |
| 3         | 1       | Jereem Richards          | TTO Trinidad e Tobago        | 20.48 | q     |
| 4         | 2       | Reynier Mena             | CUB Cuba                     | 20.56 | Q     |
| 5         | 2       | Jerome Blake             | CAN Canadá                   | 20.63 | Q,    |
| 6         | 3       | Alonso Edward            | PAN Panamá                   | 20.65 | Q     |
| 7         | 3       | Roberto Skyers           | CUB Cuba                     | 20.66 | Q     |
| 8         | 2       | Andre Ewers              | JAM Jamaica                  | 20.69 | q     |
| 9         | 3       | Brendon Rodney           | CAN Canadá                   | 20.74 |       |
| 10        | 3       | Derick Silva             | BRA Brasil                   | 20.76 |       |
| 11        | 2       | Jorge Vides              | BRA Brasil                   | 20.80 |       |
| 12        | 1       | Julian Forte             | JAM Jamaica                  | 21.18 |       |
| 13        | 1       | Brandon Valentine-Parris | VIN São Vicente e Granadinas | 21.47 |       |
| 14        | 1       | Cliff Resias             | BAH Bahamas                  | 21.74 |       |
| 15        | 2       | Hector Allen             | CRC Costa Rica               | 21.79 |       |
| 16        | 3       | Kyle Greaux              | TTO Trinidad e Tobago        | 22.71 |       |
| 17        | 3       | Andrew Hudson            | USA Estados Unidos           | 42.96 |       |
| 18        | 1       | Virjilio Griggs          | PAN Panamá                   | DNF   |       |
| 19        | 2       | Bernardo Baloyes         | COL Colômbia                 | DSQ   |       |
| 19        | 3       | Mauricio Garrido         | PER Peru                     | DSQ   |       |

### Final
Os resultados foram os seguintes:  
Vento: -1.0
| Colocação         | Faixa | Atleta             | Nacionalidade            | Tempo | Notas |
| ----------------- | ----- | ------------------ | ------------------------ | ----- | ----- |
| Medalha de ouro   | 5     | Alex Quiñónez      | ECU Equador              | 20.27 |       |
| Medalha de prata  | 2     | Jereem Richards    | TTO Trinidad e Tobago    | 20.38 |       |
| Medalha de bronze | 7     | Yancarlos Martínez | DOM República Dominicana | 20.44 |       |
| 4                 | 6     | Alonso Edward      | PAN Panamá               | 20.55 |       |
| 5                 | 4     | Reynier Mena       | CUB Cuba                 | 20.62 |       |
| 6                 | 9     | Jerome Blake       | CAN Canadá               | 20.66 |       |
| 7                 | 8     | Roberto Skyers     | CUB Cuba                 | 20.67 |       |
| 8                 | 3     | Andre Ewers        | JAM Jamaica              | 20.91 |       |

Legenda
| Recorde mundial                  | Recorde mundial (World record)               |                       | Recorde africano                      | Recorde africano (African) |                                           | Q | Classificado por posição (Qualified) |
| Recorde dos Jogos Pan-Americanos | Recorde pan-americano (Pan-American record)  | Recorde da América    | Recorde da América (Americas)         | q                          | Classificado por melhor tempo (Qualified) |   |                                      |
| Melhor marca do ano              | Melhor marca do ano (World leading)          | Recorde asiático      | Recorde asiático (Asian)              | DNS                        | Não largou (Did not start)                |   |                                      |
| Recorde nacional                 | Recorde nacional (National record)           | Recorde europeu       | Recorde europeu (European)            | DNF                        | Não terminou (Did not finish)             |   |                                      |
| Recorde pessoal                  | Recorde pessoal do atleta (Personal best)    | Recorde da Oceania    | Recorde da Oceania (Oceania)          | DSQ / DQ                   | Desclassificado (Disqualified)            |   |                                      |
| Recorde da temporada             | Recorde da temporada do atleta (Season best) | Recorde sul-americano | Recorde sul-americano (South America) | NM                         | Sem marca (No mark)                       |   |                                      |